# Đường cao tốc Vinh – Thanh Thủy
Đường cao tốc Vinh – Thanh Thủy (ký hiệu toàn tuyến là CT.17) là một đoạn đường cao tốc thuộc hệ thống đường cao tốc Việt Nam tại khu vực Bắc Trung Bộ, nằm trong địa bàn tỉnh Nghệ An có mục tiêu là kết nối cửa khẩu Thanh Thủy và hoàn thiện mạng lưới đường bộ kết nối Việt Nam – Lào trong tương lai.

## Vị trí
Tuyến đường này có chiều dài khoảng 85 km (giai đoạn đầu có chiều dài 65 km), điểm đầu tại Cảng Cửa Lò thuộc phường Cửa Lò, tỉnh Nghệ An; trước mắt giai đoạn 1 điểm đầu tại nút giao Hưng Tây, kết nối với đường cao tốc Diễn Châu – Bãi Vọt và Quốc lộ 46 thuộc huyện Hưng Nguyên, tỉnh Nghệ An; điểm cuối tại khu vực cặp cửa khẩu Thanh Thủy – Nậm On tại biên giới Việt Nam – Lào thuộc xã Sơn Lâm, tỉnh Nghệ An.

## Thiết kế
Tuyến cao tốc có mặt cắt ngang cho 6 làn xe, giai đoạn 1 xây dựng 4 làn xe và 2 làn dừng khẩn cấp; giai đoạn hoàn chỉnh nâng cấp lên 6 làn xe, 2 làn dừng khẩn cấp ; tốc độ xe chạy thiết kế 100 – 120 km/h, đoạn khó khăn 60 – 80 km/h; mỗi làn xe rộng từ 3,5m đến 3,75 m; đường có dải phân cách ở giữa, 2 làn dừng khẩn cấp; các cầu vượt trên tuyến được thiết kế với 6 làn xe nhằm đồng bộ toàn tuyến sau khi nâng cấp lên 6 làn xe hoàn chỉnh.

## Xây dựng
Tuyến đường dự kiến khởi công trong năm 2025.

## Chi tiết tuyến đường

### Làn xe
- 4 làn xe và 2 làn dừng khẩn cấp

### Chiều dài
- Toàn tuyến: 85 km

### Tốc độ giới hạn
- Tối đa: 100 – 120 km/h, Tối thiểu: 60 km/h
- Đoạn khó khăn: Tối đa 60 – 80 km/h

## Lộ trình chi tiết
- IC - Nút giao, JCT - Điểm lên xuống, SA - Khu vực dịch vụ (Trạm dừng nghỉ), TN - Hầm đường bộ, TG - Trạm thu phí, BR - Cầu
- Đơn vị đo khoảng cách là km.

| Số                                                                                              | Tên                    | Khoảng cách từ đầu tuyến | Kết nối                                      | Ghi chú                                           | Vị trí  | Vị trí                      |                             |
| ----------------------------------------------------------------------------------------------- | ---------------------- | ------------------------ | -------------------------------------------- | ------------------------------------------------- | ------- | --------------------------- | --------------------------- |
| 1                                                                                               | IC Cảng Cửa Lò         | 0.0                      | Quốc lộ 46 Cảng Cửa Lò                       | Đầu tuyến đường cao tốc giai đoạn 2 Chưa thi công | Nghệ An | Cửa Lò                      |                             |
| 2                                                                                               | IC CT.01               |                          | Đường cao tốc Diễn Châu – Bãi Vọt Quốc lộ 46 | Đầu tuyến đường cao tốc giai đoạn 1 Chưa thi công | Nghệ An | Hưng Nguyên                 |                             |
| 3                                                                                               | IC ĐT.539              |                          | Đường tỉnh 539                               | Chưa thi công                                     | Nghệ An | Kim Liên                    |                             |
| 4                                                                                               | IC QL.15               |                          | Quốc lộ 15                                   | Chưa thi công                                     | Nghệ An | Kim Liên                    |                             |
| 5                                                                                               | IC QL.46_1             |                          | Quốc lộ 46                                   | Chưa thi công                                     | Nghệ An | Vạn An                      |                             |
| BR                                                                                              | Cầu vượt sông Lam      | ↓                        |                                              | Vượt sông Lam Chưa thi công                       | Nghệ An | Ranh giới Vạn An – Bích Hào | Ranh giới Vạn An – Bích Hào |
| 6                                                                                               | IC QL.46_2             |                          | Quốc lộ 46                                   | Chưa thi công                                     | Nghệ An | Bích Hào                    |                             |
| 7                                                                                               | IC CT.02               |                          | Đường cao tốc Tri Lễ – Rộ Đường Hồ Chí Minh  | Chưa thi công                                     | Nghệ An | Kim Bảng                    |                             |
| 8                                                                                               | IC QL.46_3             |                          | Quốc lộ 46                                   | Chưa thi công                                     | Nghệ An | Sơn Lâm                     |                             |
| 9                                                                                               | IC cửa khẩu Thanh Thủy |                          | Cửa khẩu Thanh Thủy                          | Cuối tuyến đường cao tốc Chưa thi công            | Nghệ An | Sơn Lâm                     |                             |
| Kết nối với Đường cao tốc Viêng Chăn – Pặc-xan – Thanh Thủy (Lào) thông qua Cửa khẩu Thanh Thủy |                        |                          |                                              |                                                   |         |                             |                             |
| 1.000 mi = 1.609 km; 1.000 km = 0.621 mi                                                        |                        |                          |                                              |                                                   |         |                             |                             |